# قطعنامه ۱۸۱۷ شورای امنیت
قطعنامه  ۱۸۱۷ شورای امنیت سازمان ملل متحد که در تاریخ ۱۱ ژوئن ۲۰۰۸ تصویب شد، سندی بین‌المللی دربارهٔ اوضاع در افغانستان است. این قطعنامه طی نشست ۵۹۰۷ام با ۱۵ رای موافق، ۰ مخالف و ۰ ممتنع تصویب شد.